# سقوط اليسار (كتاب)
كتاب سقوط اليسار هو كتاب من تأليف الدكتور مصطفى محمود يتحدث فيه عن سقوط اليسار.. سواء سقوط في البرلمانات أو سقوط من حسابات واهتمامات الناس، ليس في مصر وحسب وإنما في الاتحاد السوفيتي ذاته معقل الشيوعية والاشتراكية والتقدمية والعلمانية. ويشير المؤلف في كتابه إلى أن الحل المرجو هو يقظة الضمير وإقامة الوعي أو الحس وبهذا يحدث التغيير الذي طالما إنتظره المصريون. فقد ثبت عدم جدوى الانقلابات والثورات وإنما الحل أن يتغير الإنسان في ذاته وليس أن يستبدل بآخر، وأن يميل الكل إلى مفهوما إسلامياً يشمل كل جوانب الحياة وليس إلى حكم سياسية إسلامي يقوم على فرد واحد، من هذا المنطلق والمعنى يتناول الدكتور مصطفى محمود العديد من الموضوعات عن السياسة وفلسفاتها والإعلام ومادته المنتشرة في عقول الشباب والكبار والصغار، وأخيراً عمن يستحق الانتصار والنصر من الله من المسلمين في عصورنا الحديثة.

## مقتطفات من الكتاب
- “الإسلام الحقيقي علم وعمل ومكارم أخلاق إلى جانب الإيمان بالله وعبادته وتقواه..وهذا الجانب العلمي من الدين هو ما ينقصنا.. فالمسلمون هم الذين يتفكرون في خلق السموات والأرض.. ونحن لا نتفكر..وهم الذين يطلبون الزيادة في العلم كل يوم ويقولون: «ربِّ زدنى علماً» ونحن لا نطلب زيادة في علم ولا زيادة في معرفة”
- “الإمهال هو سنة الله بالأرض التي لا تتخلف في التعامل مع المجرمين، فهو يمد لهم في الحبل حتى يأمنوا ثم يشنقهم بنفس الحبل الذي يجدلونه لشنق الآخرين...واقرءوا معي التاريخ. ماذا بقي من زحف التتار؟ وماذا بقى من الغزو الصليبى؟ وماذا بقى من الإمبراطورية البريطانية التي لا تغيب عنها الشمس؟ وماذا بقي من فتوحات نابليون..ومن غزوات هتلر.إن هي إلا طرفة عين بالنسبة للزمن اللانهائي ثم ينقلب العالون أسفلين، والأسفلون عالين.”
- “هنالك أقلام ملكية أكثر من الملك، غيورة على الباطل أكثر من أهل الباطل.”
- “ولا أعني بالتوجه الإسلامي حكماً إسلامياً يأتي بالانقلاب وقوة السلاح، ويأتي معه بالحزب الواحد وحكم الفرد..فمثل هذا الحكم هو سقوط أسوأ من سقوط اليسار وسقوط اليمين، وهو إصلاح للمنكر الموجود بمنكر أشد منه. وإنما أعني به غلبة الرأي الإسلامي داخل الشكل الديمقراطي الحالي، وداخل التعدد الحزبي الموجود، وداخل مجلس الشعب والشورى، ومجالس النقابات والصحف والإعلام.”
- “حينما تضعف القيم والأخلاق ولا تعود قادرة على تجميع الناس..ينفرط عقدهم..تتفكك الأسرة.. وتنهار أسس كل نواع العقود الاجتماعية التي تقوم عليها عمارة المجتمع والحاضرة، ولا يبقى إلا التخويف والإرهاب والقوة كوسيلة وحيدة للإمساك بالكيان الاجتماعي ولفرض النظام وحماية العقود..فتلجأ الحكومات إلى العنف والقهر وقوانين الطوارئ وتلجأ الأطراف المقابلة إلى الإرهاب وتفجير القنابل، وخطف الطائرات، واعتقال الرهائن، وتصبح الصدارة للطغاة والجبارين، والبلطجية والإرهابيين. ثم ماذا بعد.؟! تحدث الفوضى ويتعدم الأمن وتتعاقب الأزمات الاقتصادية ودورات الكساد على الناس، ويسد الضنك والكلال والإجهاد...”
- “وضاع بين الأرجل التيار الإسلامي العريض للأغلبية من البسطاء الطيبين، الذين يفهمون الإسلام بأنه مكارم أخلاق، وقيم، ومحبة، وتسامح، ومودة، ودعوة إلى الله بالموعظة الحسنة، وتنافس في عمل الصالحات، ولا يفهون هذا التراشق بالرصاص والقنابل.”

## وصلات خارجية
- فيديو حلقات الدكتور مصطفى محمود.
- مدونة الدكتور مصطفى محمود.
- «كان نائماً في سكينة تامة لم يستيقظ منها»: ابنة مصطفى محمود لـ«العربية.نت»: العالم الكبير رحل في هدوء، العربية نت، 31 أكتوبر 2009.
- صفحة مصطفى محمود على موقع أبجد
- صفحة اقتباسات مصطفى محمود على موقع أبجد
- صفحة باسم الدكتور رائعة على الفيس بوك
- الفيلم الوثائقي العالم والايمان على اليوتيوب
- محمود تحميل كتب الدكتور مصطفى محمود كاملة pdf